# Spijkenisse
Spijkenisse – miasto w gminie Nissewaard na wyspie Putten w Holandii, w prowincji Holandia Południowa. Dawna gmina Spijkenisse liczy 72 545 mieszkańców (1 maja 2014, źródło: CBS) i obejmuje ponad 30 km², z czego 4,07 km² wody [1] Była 42 gminą w populacji Holandii. Spijkenisse graniczy na południu i zachodzie Bernisse i Korendijk, a na północy i wschodzie z Albrandswaard i Rotterdamem. W dniu 1 stycznia 2015 roku połączyły się gminy Spijkenisse i Bernisse w nową gminę Nissewaard.

## Historia
Badania archeologiczne wykazały, że obszar wokół Spijkenisse jest zamieszkały przez wiele tysięcy lat. Ludzie żyli z połowów i polowań.
Najstarsza wzmianka o nazwie Spijkenisse jest ze źródła z 1231. Nazwa ta pochodzi od słowa ostrze (Spit (ukształtowanie terenu)) i nesse (nosa) co daje w dosłownym tłumaczeniu „spiczasty nos”.
Spijkenisse powstało z rolniczej i rybackiej wioski wzdłuż Oude Maas. Początkowo należało do Pana Putten (którego herb jest obecnie wykorzystywana przez miasto), ale w 1459 lenno Putten-ów – Spijkenisse zostało przeniesione do Filipa III, księcia Burgundii. W 1581 roku obszar znalazł się pod kontrolą hrabiego Holandii.
W XVI wieku wieś nawiedziło kilka w powodzi. W 17 i 18 wieku miejscowość znosiła niszczycielskie pożary, które utrudniały jej-wzrost gospodarczy.

## Dzielnice
- De Akkers
- Centrum
- De Elementen
- De Hoek
- Gildenwijk
- Groenewoud
- Hoogwerf
- Maaswijk
- Schenkel
- Schiekamp
- Sterrenkwartier
- Vierambachten
- Vogelenzang
- Vriesland
- Waterland

## Znani ludzie pochodzący z miasta
- Jan Campert – dziennikarz, krytyk teatralny i pisarz
- Bram Groeneweg – holenderski biegacz długodystansowy, startujący w maratonie na Letnich Igrzyskach Olimpijskich 1928
- Emiel Mellaard – emerytowany rekordzista Holandii w skoku w dal
- Patrick van Luijk – holenderski lekkoatleta specjalizujący się w biegach sprinterskich.
- Vato Gonzalez – DJ i producent muzyczny
- Duncan Laurence – holenderski piosenkarz, zwycięzca 64. Konkursu Piosenki Eurowizji (2019)
- Joeri de Groot – holenderski wioślarz, startował na Letnich Igrzyskach Olimpijskich w 2004
- Nick van de Wall – znany jako Afrojack, DJ i producent muzyczny